# Jacob Biltius
Jacobus Biltius (La Haia, 27 de novembre de 1633 – Bergen op Zoom, 2 d'agost de 1681) fou un pintor barroc neerlandès especialitzat en bodegons de cuina, caça i trompe-l'œil.

## Biografia
Batejat el 27 de novembre de 1633, va ser deixeble de Pieter de Putter, pintor de bodegons i retrats. De 1651 a 1661 es documenta la seva activitat a la Haia, primer com a mestre de Carel Hardy i posteriorment com a membre de la Confrerie Pictura o germanor dels pintors. Cap a 1661 es va traslladar a Amsterdam, on hauria estat fins al 1666, quan es va establir a Maastricht. L'any 1672 se li troba inscrit com a mestre al gremi de Sant Lluc d'Anvers, on residia des d'un any abans amb la seva esposa. També podria haver treballat algun temps a Ljouwert abans de morir el 2 d'agost de 1681 en Bergen op Zoom. Un fill, Cornelis Biltius, nascut a la Haia el 1653, va ser també pintor de trompe-l'œil en la mateixa línia del pare.
Biltius és autor d'un considerable nombre de trompe-l'œil i bodegons de caça datats entre 1663 i 1677, caracteritzats per la seva atenció al detall dels objectes, freqüentment disposats sobre fons clars sobre els quals projecten la seva ombra creant així la sensació il·lusionista que caracteritza al gènere. El Museu del Prado conserva un bodegó d'Armes i parafernalia de caça, amb signatura apócrifa «Dn. Diego Velázquez. Fe:», atribuït a Vicente Victoria per Alfonso Emilio Pérez Sánchez per la seva procedència de la col·lecció Estoup de Múrcia, que podria, no obstant això, no ser peça espanyola en vista de l'estreta relació amb el treball de Biltius.